# 朱瑞 (空军)
朱瑞（1963年9月-—）籍贯不详，中国人民解放军空军少将。

## 生平
朱瑞曾任中国人民解放军济南军区空军政治部秘书处处长、中国人民解放军空军政治部秘书长。2015年接替屠金仕任中国人民解放军空军工程大学政治部主任。2017年7月，任新调整组建的中国人民解放军空军工程大学政治委员。2020年任西部战区空军副政委。
2017年1月17日，空军将官军衔晋升仪式在北京举行，朱瑞晋升空军少将。